# Christi-Geburts-Kirche (Mytischtschi)

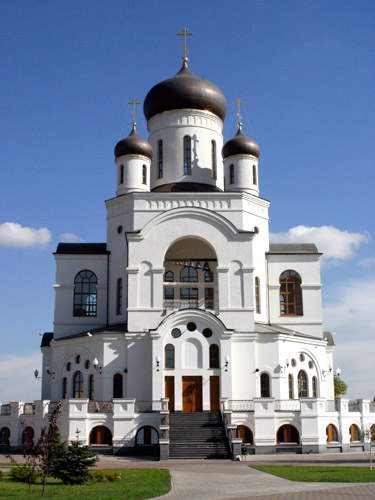
Die Christi-Geburts-Kirche Mytischtschi

Die Christi-Geburts-Kirche (russisch Храм Рождества Христова) ist eine russisch-orthodoxe Kirche in der russischen Großstadt Mytischtschi in der Oblast Moskau. Die Kirche gehört zum Dekanat Mytischtschi der Moskauer Eparchie.
Erbaut wurde das Kirchengebäude von 2001 bis 2005. Die Kirche ist der Geburt Christi geweiht, zudem wurde das Kirchengebäude auch der Versammlung der russischen Neumärtyrer und Bekenner und der Hl. Matrona von Moskau geweiht. Die Kirche liegt am Nowomytischtschinski Prospekt 6 im Zentrum der Stadt.

## Geschichte und Architektur

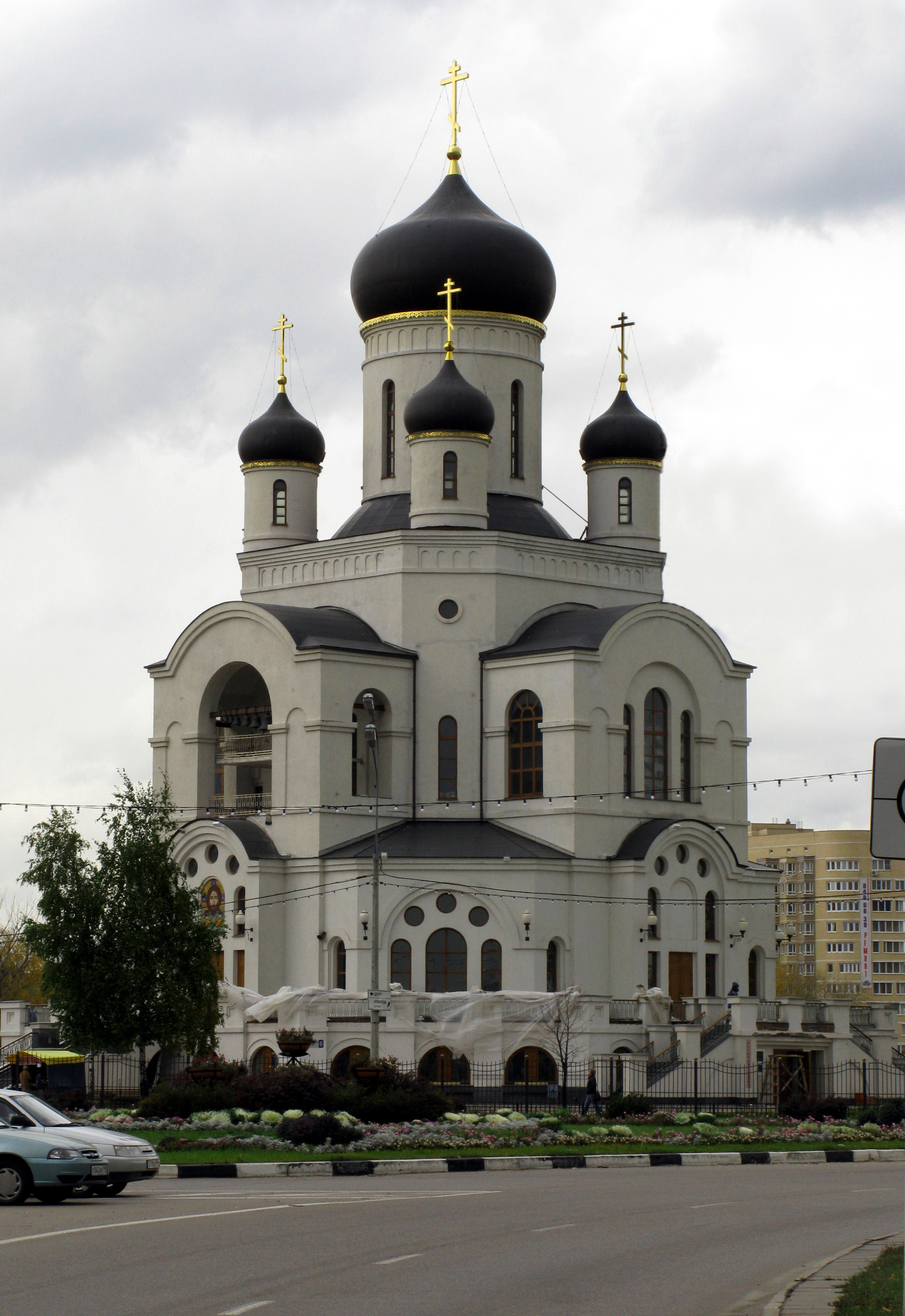
Die Kirche mit näherer Umgebung

Im Jahr 2000 wurde aus Anlass des 2000-jährigen Jubiläums der Geburt Christi beschlossen, im Zentrum der Stadt eine neue, der Geburt Christi geweihte Kirche zu errichten. Im Sommer des Jahres 2000 wurde im Zentrum von Mytischtschi auf dem Gelände eines alten verlassenen Steinbruchs der Grundstein zum Bau der Kirche gelegt. Metropolit Juwenali Pojarkow von Krutizy und Kolomna weihte den Grundstein.
Am 5. Dezember 2000 fand in einer zuvor errichteten Holzkirche die erste Liturgie statt. Im November 2001 begann der Bau der Kirche. Die Holzkirche wurde abgerissen. Der Kirchen-Komplex umfasst ein Erdgeschoss mit Keller, dem Altarbereich mit einer Ikonostase samt Ikonen, Chören, Apsiden und einen Glockenturm. 
Die Gesamtfläche  der Kirche beträgt 1.500 Quadratmeter. Sie wurde im typisch russisch-orthodoxen Kirchbaustil mit fünf Zwiebeltürmen errichtet. Sie ist – typisch für ein orthodoxes Kirchengebäude – prächtig mit Fresken und Ikonen ausgestaltet.
Nach vier Jahren Bauzeit war die Kirche fertiggestellt. Am 10. Juli 2005 weihte Metropolit Juwenali die Kirche feierlich ein. An der Veranstaltung nahmen der Gouverneur der Oblast Moskau, Boris Gromow, sowie der Bürgermeister der Stadt und Vertreter der regionalen und städtischen Verwaltung teil.